# Кутуково (Липецкая область)
Кутуко́во — деревня Перехвальского сельсовета Данковского района Липецкой области.

## Название
Название — по фамилии Кутуков.

## История
Упоминается в описании Данковского уезда 1771 г.

## Население
По данным всероссийской переписи за 2010 год население деревни составляет 1 человек.